# Crim Rocks
Die Crim Rocks (kornisch: An Creeban) sind eine unbewohnte Inselgruppe im äußersten Westen der Scilly-Inseln. Die Eilande befinden sich 2,4 km nordnordwestlich von Bishop Rock und 400 m südwestlich von Zantman’s Rock, und bilden die westlichste Landmasse Englands. Der Name Crim stammt wahrscheinlich vom walisischen Crimp ab, was so viel wie „Felsgrat“ bzw. „Felsvorsprung“ bedeutet.
Die Inselgruppe gehört verwaltungsmäßig zur Civil Parish St. Agnes im Südwesten der Scilly-Inseln.